# Shiranui Kōemon
Shiranui Kōemon est un nom japonais traditionnel ; le nom de famille (ou le nom d'école), Shiranui, précède donc le prénom (ou le nom d'artiste).
Shiranui Kōemon (不知火 光右衛門) (3 mars 1825 – 24 février 1879), de son vrai nom Minematsu Harano, est un lutteur sumo officiellement reconnu comme le 11e yokozuna.

## Biographie
Né à Ōzu, dans l'actuelle préfecture de Kumamoto, en 1825, il est très connu dans le sumo amateur à l'âge de 16 ans. Il arrive à Osaka en automne 1846 et est entraîné par Minato-oyakata, l'ancien yokozuna Shiranui Dakuemon, qui est également originaire de Kumamoto et très influent au sein de l'organisation d'Osaka. En mai 1847, il fait ses débuts professionnels dans le sumo d'Osaka. Sa maître d'écurie remarque son potentiel, et en 1849, il est transféré à l'écurie Sakaigawa à Edo. Il y fait ses débuts en novembre 1850 et atteint la première division makuuchi en novembre 1856. Il adopte le shikona (en) (nom de lutteur) Shiranui peu après. Il est promu ōzeki en mars 1862. Il reçoit le titre de yokozuna en octobre 1863. Il est plus connu pour sa technique que pour sa force, et est particulièrement craint pour sa technique de main droite. Il est expert en attrapage de jambes, faisant un jour tomber Ryōgoku Kajinosuke I}, lui-même expert en technique, avec un mouvement propre.
Shiranui devient yokozuna à l'âge de 38 ans, même si ses résultats en tant qu'ōzeki ne sont pas particulièrement exceptionnels. L'obtention du titre est surtout dû à sa popularité chez le public et à sa longue carrière, ainsi qu'au fait qu'il soit proche de la maison Yoshida Tsukasa, qui décerne le titre.
Le nom d'un style de yokozuna dohyō-iri (entrée cérémonielle sur le ring) est nommé d'après lui. Son style rituel est considéré comme très beau, et son cérémonial est toujours acclamé par le public, parfois même plus que les combats eux-mêmes. Il continue de l'exécuter encore trois ans après sa retraite. Cependant, il n'est pas prouvé qu'il ait réellement exécuté ce qu'on appelle aujourd'hui le style Shiranui. En réalité, il est considéré par la plupart des historiens du sumo comme celui qui a codifié le style Unryū. Il existe une photographie de lui en train d'exécuter un cérémoniel en posant sa main sur son ventre, ce qui indique un style Unryū plutôt qu'un style Shiranui. De plus, le 22e yokozuna Tachiyama Mineimon (en), qui est crédité du perfectionnement du style Shiranui (avec les deux bras tendus à l'extérieur), affirme que son dohyō-iri est basé sur le style d'Unryū Kyūkichi.
Dans la première division makuuchi, Shiranui comptabilise 119 victoires pour 35 défaites, soit un pourcentage de victoires de 77,3%. Il se retire en novembre 1869 à l'âge de 44 ans, et retourne à Osaka pour diriger l'organisation du sumo jusqu'à sa mort en 1879.

## Palmarès
- La durée réelle des tournois de l'année de l'époque varie souvent.

Dans le tableau suivant, les cases en vert sont celles des tournois remportés.
| -     | Printemps                                 | Hiver                                     |
| ----- | ----------------------------------------- | ----------------------------------------- |
| 1856  | x                                         | Maegashira de l'ouest #7 5–0–4 1h         |
| 1857  | Maegashira de l'ouest #6 2–2 2d 2h        | Maegashira de l'ouest #4 4–2–1 1d 2h      |
| 1858  | Maegashira de l'ouest #3 5–2–2 1d         | Pas de tournois en raison d'un incendie   |
| 1859  | Sekiwake de l'ouest 4–2–1 2d 1h           | Komusubi de l'ouest 6–1–2 1d              |
| 1860  | Komusubi de l'ouest 8–0–1 1d Non officiel | Sekiwake de l'ouest 3–3–1                 |
| 1861  | Sekiwake de l'ouest 4–2–4                 | Sekiwake de l'ouest 6–1–2 1h              |
| 1862  | Ōzeki de l'ouest 4–1–4 1d                 | Ōzeki de l'ouest 5–3–1 1h                 |
| 1863  | Ōzeki de l'ouest 4–2–3 1h                 | Absent                                    |
| 1864  | Ōzeki de l'ouest 7–1–2 Non officiel       | Ōzeki de l'ouest 7–0–1 1d 1h Non officiel |
| 1865  | Ōzeki de l'ouest 1–0–8 1d                 | Ōzeki de l'ouest 6–1 2d                   |
| 1866  | Ōzeki de l'ouest 6–2–2                    | Ōzeki de l'est 6–1–3                      |
| '1867 | Ōzeki de l'est 7–1–2                      | Ōzeki de l'est 2–2–5 1d                   |
| 1868  | Ōzeki de l'est 6–1–3                      | Ōzeki de l'est 5–3–2                      |
| 1869  | Ōzeki de l'est 6–2–2                      | Ōzeki de l'est Retraite 0–0–10            |